# Bodenia
Bodenia is een geslacht van uitgestorven kreeftachtigen uit de klasse van de Ostracoda (mosselkreeftjes).

## Soorten
- Bodenia aechminiformis Ivanova, 1959 †
- Bodenia anonyma Ivanova, 1959 †
- Bodenia aspera Ivanova, 1959 †
- Bodenia distincta Melnikova, 1981 †
- Bodenia longiscula Kanygin, 1967 †
- Bodenia remota Kanygin, 1967 †